# Sheridan (Californie)
Pour les articles homonymes, voir Sheridan.
Sheridan est une census-designated place du comté de Placer, dans l'État de Californie, aux États-Unis,. En 2020, elle compte une population de 1 365 habitants.